# Beaucamps-le-Vieux
 Beaucamps-le-Vieux  es una comuna y población de Francia, en la región de Picardía, departamento de Somme, en el distrito de Amiens y cantón de Hornoy-le-Bourg.
Su población en el censo de 1999 era de 1.385 habitantes.
Está integrada en la Communauté de communes du Sud-Ouest Amiénois .

## Demografía
| 1336 | 1449 | 1457 | 1443 | 1404 | 1385 |
| Para los censos de 1962 a 1999 la población legal corresponde a la población sin duplicidades (Fuente: INSEE [Consultar]) |      |      |      |      |      |